# Przysietnica (gmina)
Przysietnica – dawna gmina wiejska istniejąca w latach 1934–1954 w woj. lwowskim i rzeszowskim (dzisiejsze woj. podkarpackie). Siedzibą władz gminy była Przysietnica.

## Historia
Gmina zbiorowa Przysietnica została utworzona 1 sierpnia 1934 roku w powiecie brzozowskim w woj. lwowskim z dotychczasowych jednostkowych gmin wiejskich: Izdebki, Przysietnica i Stara Wieś.
Na początku 1939 tytułami honorowego obywatelstwa gminy zostali wyróżnieni: Ignacy Mościcki, Edward Śmigły-Rydz, Felicjan Sławoj Składkowski, Eugeniusz Kwiatkowski.
Po wojnie gmina znalazła się w powiecie brzozowskim w nowo utworzonym woj. rzeszowskim. Według stanu z dnia 1 lipca 1952 roku gmina składała się z 3 gromad: Izdebki, Przysietnica i Stara Wieś.
Gmina została zniesiona 29 września 1954 roku wraz z reformą wprowadzającą gromady w miejsce gmin. Jednostki nie przywrócono 1 stycznia 1973 roku po reaktywowaniu gmin, a jej dawny obszar wszedł w skład gmin Brzozów i Nozdrzec.